# Бразолове
Бразо́лове — село в Україні, у Юр'ївській селищній громаді Павлоградського району Дніпропетровської області. До 2017 орган місцевого самоврядування — Юр'ївська селищна рада. Населення за переписом 2001 року становить 189 осіб.

## Географія
Село Бразолове розташоване на правому березі річки Мала Тернівка, вище за течією на відстані 5,5 км розташоване село Кіндратівка, нижче за течією на відстані 4,5 км розташоване село Весела Гірка, на протилежному березі — селище Юр'ївка.

## Історія
12 червня 2020 року, відповідно до розпорядження Кабінету Міністрів України № 709-р «Про визначення адміністративних центрів та затвердження територій територіальних громад Дніпропетровської області», увійшло до складу Юр'ївської селищної громади.
19 липня 2020 року, в результаті адміністративно-територіальної реформи та ліквідації Юр'ївського району, село увійшло до складу Павлоградського району.

## Інтернет-посилання
- Погода в селі Бразолове [Архівовано 7 червня 2016 у Wayback Machine.]